# Ceraspis albipennis
Ceraspis albipennis är en skalbaggsart som beskrevs av Frey 1973. Ceraspis albipennis ingår i släktet Ceraspis och familjen Melolonthidae. Inga underarter finns listade i Catalogue of Life.